# 苏丹社会主义联盟
苏丹社会主义联盟（阿拉伯语：‎，羅馬化：Al-Ittihad Al-Ishtiraki As-Sudaniy）是苏丹历史上的一个政党，成立于1971年5月25日。1971年—1985年，该党是苏丹民主共和国的执政党和唯一合法政党。1981年，该党参与创建非洲社会党国际。1985年4月6日，加法尔·尼迈里政权被军事政变推翻，该党也随之被取缔。